# کیتی لوییز ساندرز
کیتی لوییز ساندرز (انگلیسی: Katy Louise Saunders؛ زادهٔ ۲۱ ژوئیه ۱۹۸۴) بازیگر پیشین انگلیسی–کلمبیایی است که عمدتاً در ایتالیا فعالیت می‌کرد.

## اوایل زندگی
ساندرز در لندن، انگلستان از پدری بریتانیایی و مادری کلمبیایی زاده شد و به دلیل شغل پدرش، دوران کودکی‌اش را میان لندن و ایتالیا سپری کرد. او در مدرسهٔ انگلیسی رم تحصیل کرد و در سن ۱۴ سالگی همراه با خانواده‌اش به‌طور دائمی در میلان ساکن شد. ساندرز بعدها از دانشکدهٔ اقتصاد و بازرگانی دانشگاه بوکونی فارغ‌التحصیل شد. او یک برادر نیز دارد.

## حرفه
ساندرز فعالیت بازیگری خود را در سال ۲۰۰۲ با فیلم سفری به‌سوی عشق به کارگردانی میکله پلاچیدو آغاز کرد، جایی که نقش کودکی سیبیلا آلرامو را ایفا کرد. سال بعد، در فیلم فیلم لیزی مک‌گوایر در نقشی کوتاه ظاهر شد. او در سال ۲۰۰۴ با ایفای نقش بابی در فیلم سه قدم بالای بهشت به کارگردانی لوکا لوچینی به شهرت رسید. بابی دختری از طبقهٔ بورژواست که عاشق پسر بد داستان به نام استپ با بازی ریکاردو اسکامارچو می‌شود. این فیلم در دههٔ ۲۰۰۰ به اثری کالت در میان نوجوانان ایتالیایی تبدیل شد و ساندرز را به چهره‌ای محبوب بدل کرد. در همان سال ۲۰۰۴، نقش والنتینا را در فیلم چه بر سرمان خواهد آمد ساختهٔ جووانی ورونزی بازی کرد. در سال ۲۰۰۵ برای نخستین بار در تلویزیون ظاهر شد و در مینی‌سریال Il Grande Torino از شبکهٔ رای ۱ به کارگردانی کلاودیو بونی‌ونتو، نقش سوزانا را بر عهده داشت.
در سال ۲۰۰۷، در فیلم دلم برات تنگ شده به کارگردانی لوئیس پریه‌تو، به عنوان دنباله‌ای بر فیلم سه قدم بالای بهشت، بار دیگر همراه با اسکامارچو و لورا چیاتی به ایفای نقش پرداخت. در همان سال، در فیلم هالیوودی سرزمین باکره‌ها نیز ظاهر شد. در سال بعد، ساندرز در کنار جرج کلونی در تبلیغ معروف نسپرسو با عنوان The Capsule به کارگردانی گای ریچی و به تهیه‌کنندگی مک‌کن پاریس بازی کرد.
در سال ۲۰۱۱، در مجموعه تلویزیونی Non smettere di sognare همراه با روبرتو فارنزی نقش‌آفرینی کرد. در سال ۲۰۱۴ نیز عضو گروه بازیگران فیلم طعم تو بود. پس از آن، او مدتی از دنیای بازیگری کناره گرفت تا استارتاپی برای تولید آب‌میوه‌ها و عصاره‌های گیاهی ارگانیک راه‌اندازی کند.

## زندگی شخصی
در ۳۰ ژانویه ۲۰۲۳، سونگ جونگ کی بازیگر اهل کره جنوبی از طریق فن کافه‌اش اعلام کرد که با ساندرز ازدواج کرده و او در آن زمان نخستین فرزندشان را باردار بود. ساندرز در ۱۴ ژوئن ۲۰۲۳ در بیمارستانی در رم، پسری به دنیا آورد. در ۸ ژوئیهٔ ۲۰۲۴ گزارش شد که این زوج در انتظار تولد دومین فرزند خود هستند. در ۲۰ نوامبر ۲۰۲۴، سونگ از تولد دخترشان خبر داد. ساندرز به همراه همسر و فرزندانش در سئول، کره جنوبی و توسکانی، ایتالیا زندگی می‌کند.